# Helena Johnová
Helena Johnová (22. ledna 1884, Soběslav - 14. února 1962, Praha) byla česká sochařka, keramička; profesorka Vysoké školy uměleckoprůmyslové v Praze.

## Život
Narodila se v Praze jako prostřední ze tří dětí v rodině Jana Johna, profesora na české reálce v Táboře (později profesorem a ředitelem české reálky v Praze na Starém Městě). a jeho manželky, Ludoviky, rozené Fiedlerové (*1854). V letech 1899–1907 studovala na Uměleckoprůmyslové škole v Praze, zprvu nastoupila jen do ženských kursů vyšívání Idy Krauthové a malby květin Emilie Krostové, později byla řádnou studentkou školy, žačkou Jakuba Schikanedera a Josefa Schussera. Ve studiu pokračovala (1909–1911) ve Vídni na Uměleckoprůmyslové škole v ateliéru pro keramiku profesora Michaela Powolného. V porcelánce ve Waldenburgu a na keramické škole v Bechyni absolvovala praxi. 
V roce 1912 začala pracovat v dílně Slovenské keramické společnosti v Modré.
V roce 1908 se v Praze podílela na založení uměleckého družstva Artěl, ve kterém se svými přáteli V. H. Brunnerem, Janem Konůpkem, Pavlem Janákem, V. V. Štechem a Aloisem Dykem působila pouze do roku 1919. Z umělkyň byla v družstvu činná mj. také Marie Teinitzerová, obě zaujímaly významné postavení, jejich aktivity měly „oživit smysl pro výtvarnou práci a vkus v denním životě“, obnovit umělecké hodnoty rukodělné práce a řemesla, vytvořit vlastní styl dekoru. Johnová také roku 1911 spoluzaložila a do roku 1918 vedla keramické dílny ve Vídni a byla schopnou podnikatelkou. Své výrobky prezentovala na mezinárodních výstavách nejen za Artěl, ale i za Rakousko, za což ji čeští vlastenci kritizovali.
Po roce 1918 přesídlila do ČSR. Uměleckoprůmyslová škola v Praze se po vzoru vídeňském snažila dosáhnout postavení „Vysoké školy dekorativního umění“, posílila svou autonomii a sestavila pedagogický sbor z významných výtvarníků. Vedl ji rektor a do pedagogického sboru přišly osobnosti jako Pavel Janák, František Kysela, Jaroslav Horejc, Jan Kotěra a Helena Johnová, která zde roku 1919 založila ateliér keramiky - „speciálku keramiky“. Vybudovala velkou keramickou dílnu s pecí a byla také jmenována profesorkou. V roce 1935 byla předčasně penzionována, vymohla si alespoň bezplatné užívání keramické dílny, kterou vybudovala. Pokračovala v práci za podpory svého mecenáše, rytíře Bartoně z Dobenína.

## Tvorba
V počátku své tvorby se nechala ovlivnit jak lidovou keramikou, tak soudobou vídeňskou keramickou tvorbou, vycházející ještě z geometrické secese Wiener Werkstätte. Později se styl jejích prací měnil k větší tvarové kázni, ale toto krátké období funkcionalismu vystřídalo art deco. Po roce 1925 se více věnovala monumentální plastice a sochařskému portrétu a používala výrazné barevné glazury. Práce Heleny Johnové také dokládají úspěchy žen v oblasti designu a módy, v oborech mimo sféru „vysokého“ umění.

## Výběr díla

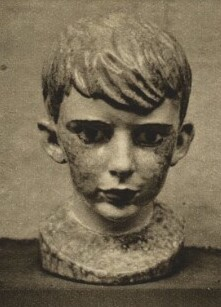
Helena Johnová: Portrét chlapce (repro Pestrý týden 1937)

- Fontána s vodotryskem v zahradě Uměleckoprůmyslového muzea v Praze. Originál z let 1938–1939, umístěný zde s novou zdí a pergolou při příležitosti výstavy „Za novou architekturu“ roku 1940.
- Kohout, plastika, depozitář Střední uměleckoprůmyslové školy v Bechyni[5]
- Sošky, kachlová kamna, velký zelený krb, aj. vybavení interiéru zámku Nové Město nad Metují (kolem roku 1910).
- Keramické práce v rezidenci pražského primátora, Mariánské náměstí, Praha 1.
- Keramické plastiky Alegorie blesku a Půlakt v Galerii hl. m. Prahy.
- Keramické plastiky a vázy - Uměleckprůmyslové museum v Praze
- Portrét slečny Buriánové, busta z pestrobarevně glazované keramiky, Moravská galerie v Brně
- Tři keramické plastiky, Museum für angewandte Kunst, Vídeň
- Král David hrající na harfu
- Velký keramický Betlém pro chrám sv. Víta v Praze, zůstal nedokončený (r. 1938).

## Prameny
- Centrum dokumentace Uměleckoprůmyslového muzea v Praze: v depozitářích je uloženo mnoho cenných písemných pramenů i obrazového materiálu.

## Připomínání
- V roce 1987 Jana Horneková v Uměleckoprůmyslovém museu v Praze uspořádala monografickou výstavu Helena Johnová“.
- V roce 2022 byl Heleně Johnové v rodné Soběslavi odhalen pomník, jehož autorem je absolventka Ateliéru keramiky a porcelánu Quynh Trang Tran z Vysoké školy uměleckoprůmyslové v Praze.[6]